# Petar Popović (basket-ball, 1979)
Pour les articles homonymes, voir Petar Popović.
Petar Popović (en serbe : Петар Поповић ; né le 28 juillet 1979 à Belgrade dans la République socialiste de Serbie en ex-Yougoslavie) est un joueur serbe de basket-ball, évoluant au poste de pivot.